# Rafle de Gerzat (21 juin 1944)
La rafle du 21 juin 1944 à Gerzat est une opération menée pendant la Seconde Guerre mondiale par la SiPo-SD (Gestapo), la Luftwaffe et des traîtres et des collaborateurs français. La rafle a conduit à l'arrestation et à la déportation de vingt-huit hommes et trois femmes, pour la plupart membres locaux des Francs-tireurs et partisans (FTP). Vingt-trois hommes et trois femmes sont morts dans les camps de concentration du Troisième Reich. Un homme est mort sous la torture à Clermont-Ferrand.

## Rafle et déportation
La commune de Gerzat, située à cinq kilomètres au nord-ouest de Clermont-Ferrand, comptait en 1944 environ 3.000 habitants, pour la plupart des paysans, des artisans et des ouvriers. Le 12 juin 1944, des résistants avaient tué à Murat (Cantal) , à une centaine de kilomètres au sud de Clermont-Ferrand et Gerzat, le SS-Hauptsturmführer (capitaine SS) Hugo Geissler, représentant du SS-Obergruppenführer Carl Oberg à Vichy. Le 14 juin 1944, en guise de vengeance, 25 otages sont abattus au lieu-dit du Pont de Soubizergues, à Saint-Georges. Le 16 juin 1944, le S.S. Hugo Geissler est inhumé à Clermont-Ferrand, en présence de trois généraux et de Joseph Darnand. Cinq jours ensuite, il y a eu la rafle de Gerzat.

### Rafle
Au petit matin du 21 juin 1944, des soldats de la Luftwaffe, commandés par le major Franz Bambach (1895-1963), ont encerclé Gerzat. Le traître et collaborateur Georges Mathieu avec son Sonderkommando francais du SD de Clermont-Ferrand désigna les maisons dans lesquelles les personnes devaient être arrêtées.
Les personnes arrêtées ont été transférés à la caserne du 92e régiment d'infanterie, prison militaire allemande : Ils y ont été interrogés, battus et torturés. Georges ARNAUD, membre de la 1ère compagnie sédentaire F.T.P.F. du Puy-de-Dôme, est mort sous la torture.

### Déportation

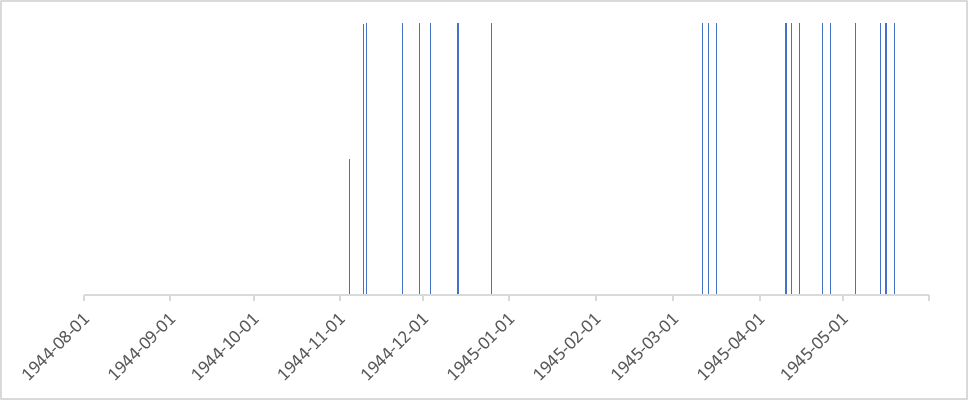
Diagramme : La suite de la mort des déportés

Le camp de concentration de Neuengamme n'a été la destination de convois de déportation français qu'en 1944 : Quatre convois ont quitté Compiègne : Convoi  20-24 mai 1944 : 2004 prisonniers; Convoi (I.223) 4-7 juin 1944 : 2064 prisonniers, Convoi (I.247) 15-18 juillet : 1528 prisonniers; Convoi I.250 28-31 juillet 1944 : 1652 prisonniers. De Belfort / Fort Hatry suivit le Convoi I. 28 août - 1er septembre : 721 prisonniers. A ces 7659 déportés s'ajoutent 1706 autres Français provenant d'autres camps de concentration ou de prisons. Au cours du second semestre de 1944, 581 femmes ont été transférées du camp de concentration de Ravensbrück. Sur près de 11 000 détenus français, au moins 4573 n'ont pas survivi le camp de concentration et ses camps satellites.

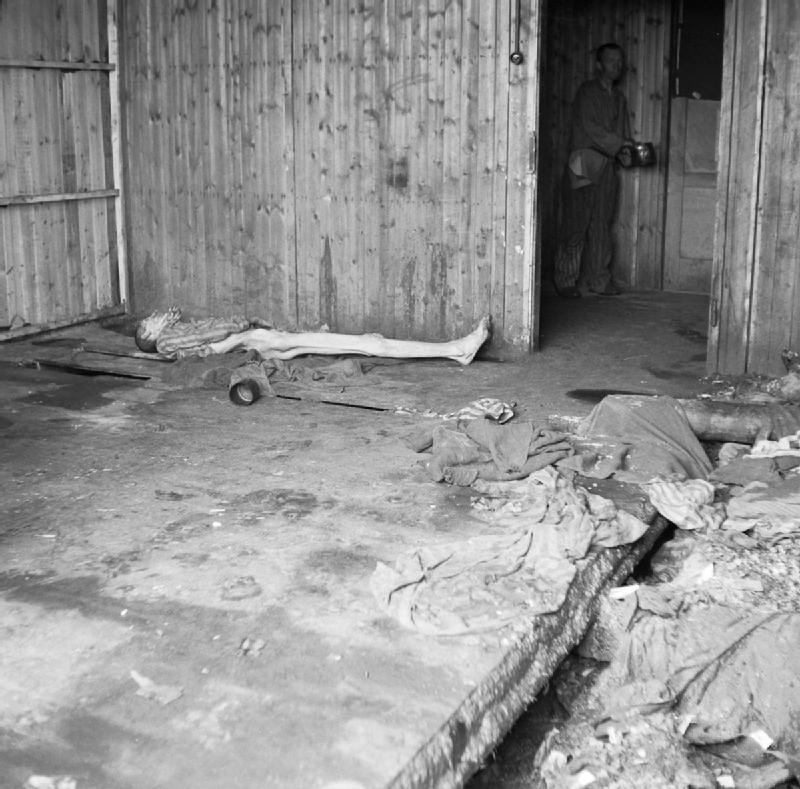
Sandbostel après la libération

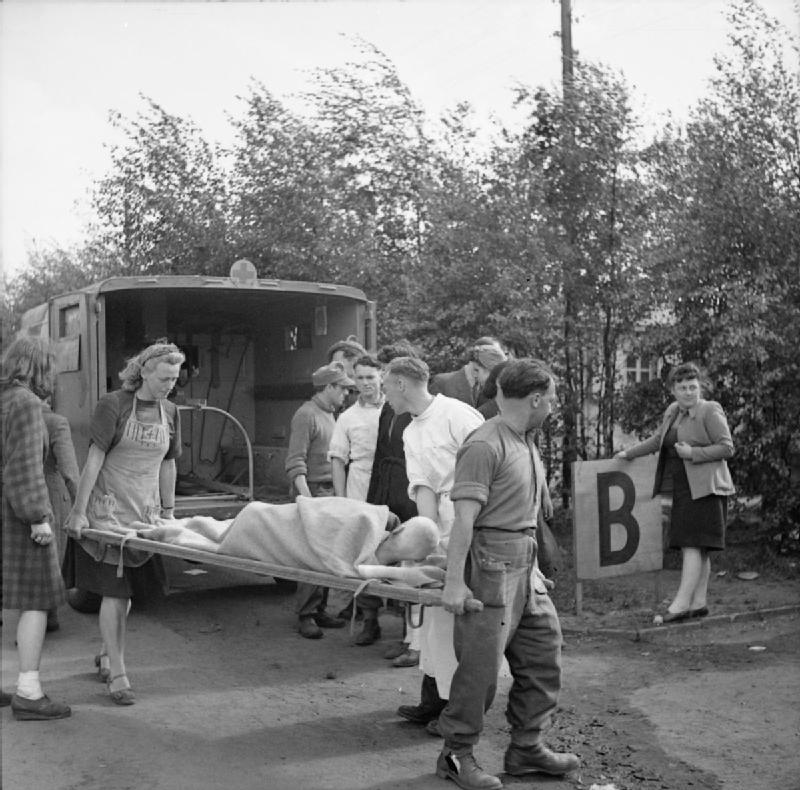
Sandbostel en mai 1945

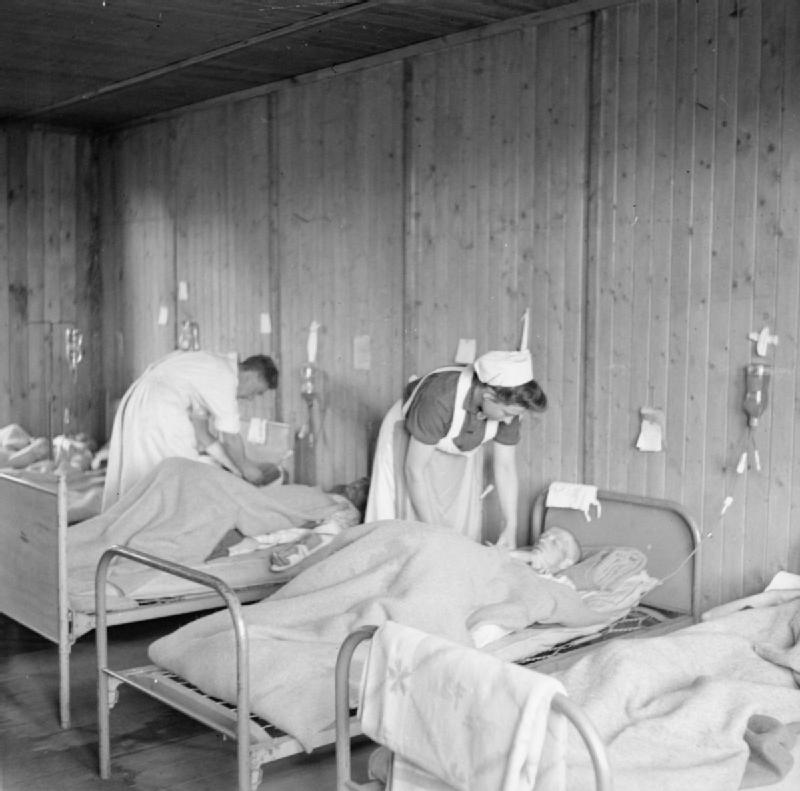
Des détenus libérés de Sandbostel à l'hôpital

Les prisonniers masculins de Gerzat ont été déportés le 28 juillet 1944 par le transport I.250 de Compiègne vers le camp de concentration de Neuengamme. Ils y sont arrivés le 31 juillet après un voyage horrible. La plupart d'entre eux ont été répartis dans des camps satellites, où ils ont été soumis aux travaux forcés les plus durs.
Charles Chenevier (Neuengamme Nr. 39384), policier renommé et résistant, a été déporté dans le même convoi.
Les numéros attribués aux prisonniers à leur arrivée à Neuengamme donnent des indications sur les circonstances du voyage et de l'arrivée. Les numéros varient de 39341 à 40 806, avec une répartition régulière. La différence de 1 465 correspond presque au nombre total de personnes dans le convoi, soit 1 651. Il semble qu'au départ de Compiègne, on ait fait attention à bien répartir le groupe de Gerzat dans les wagons. Néanmoins, le père et le fils Valton ont réussi à rester ensemble et à être enregistrés l'un après l'autre (Nr. 39762 et Nr. 39762). Chomette (40804), Bourrat (40805) et Achard (40806)  ainsi que Allain (40334) et Jarry (40335) avaient également été enregistrés à la suite les uns des autres.
Du convoi I.250, 246 personnes sont arrivées au fin de leur calvaire au camp de Sandbostel, parmi lesquels sept du groupe Gerzat. Plus de 3000 des 9000 prisonniers sont morts du 12 au 29 avril 1945, ainsi qu'après la libération dans des hôpitaux.

### Décédés
Les hommes: Tous les déportés ont survécu aux trois premiers mois. Du 4 novembre au 25 décembre, Chataignier, Serre et Bourrat sont morts dans le camp satellite de Husum-Schwesing (construction d'une tranchée antichar), M. Bardin et Michel dans les camps de Brême-Neuland et Brême-Farge (bunker pour sous-marins), A. Bardin dans le camp IX de Versen (construction d'une tranchée antichar) et Allain, Chomette et Turichi dans le camp de Neuengamme. La plupart des victimes de novembre et décembre avaient été affectées à des camps particulièrement infâmes. 
S'ensuivit une période de deux mois et demi pendant laquelle aucun déporté ne mourut. 
La période du 11 mars au 13 mai 1945 fut un calvaire pour les hommes de Gerzat : Valton (père) et Avel moururent au camp de Neuengamme, Charron au camp de concentration de Bergen-Belsen. Montagnon, Farrouault et Jouvenceaux succombèrent aux horreurs de Sandbostel. Vidal, Chaumont, Barbier et Vernay survécurent à Sandbostel, mais moururent dans des hôpitaux à la fin de la guerre. 
Les femmes : Antonia Dufresse-Avel est morte cinq semaines après son arrivée à Ravensbrück, Régine Labesse et Simone Mercier-Godard avaient été transférées de Ravenbrück au camp satellite de Belzig (usine de munitions Roederhof), où elles sont mortes le 21 avril et le 15 mai 1945.
Simone Mercier-Godard était la mère de Serge Godard, professeur d'université en physique, ancien sénateuret maire de Clermont -Ferrand de 1996 à 2011. Simone Godard est morte au revier du camp de Belzig. La témoin Claire Paulmier-Blachon (11 avril 1920 - 19 octobre 2014), Ravensbrück Nr. 51274, en a rapporté les circonstances : « Vers la mi-avril, nous sommes restées enfermées dans le bloc pendant plusieurs jours. Lorsque la porte a été ouverte le 24 avril, plusieurs camarades ont été affectées au travail. Il s'agissait d'aller chercher les morts au Revier. Une de nos camarades a fait une crise de nerfs à son retour. Elle nous a raconté : « Ils étaient déshabillés, on les a jetés les uns sur les autres sur une charrette » ». Régine Labesse est décédée après la libération à l'hôpital.

### Responsabilité
Le chef de la SiPo et du Sd à Clermont-Ferrand, Paul Blumenkamp, était présent lors de la rafle de Gerzat et était également responsable de la rafle du 25 juin 1943 et de la rafle du 25 novembre 1944 à Clermont-Ferrand. Du 9 au 16 novembre, il a joué un rôle important dans la démolition de Saint-Dié-des-Vosges. Blumenkamp a disparu en Allemagne et n'a jamais été jugé.
Le collaborateur Georges Mathieu, chef du Sonderkommando français du SD-SiPo de Clermont-Ferrand, était aux côtés de Blumenkamp dans toutes ses actions contre le maquis. Il fut exécuté le 12 décembre 1944 après un procès (12-17 novembre 1944). Son co-collaborateur Jean Vernier a également été exécuté après un procès (19 décembre 1944). 
Le major Franz Bambach (instituteur en civil, NSDAP (Nr. 3774981) ) était chef de la base aérienne allemande située à 3 kilomètres au sud-ouest de Gerzat. Durant l'hiver 1943/44, 12 grands shelters pour avions y avaient été construits, qui furent bombardés par l`United States Army Air Forces les 11 et 12 mars ainsi que le 30 avril 1944,. Bambach avait mis à disposition des soldats de la Luftwaffe pour le rafle de Gerzat et était lui-même présent. Sans cette protection militaire, la rafle n'aurait pas été possible dans une zone du maquis. Il était maire national-socialiste d'Ingelheim avant la guerre et adjoint au maire après la guerre. Il est mort en 1963 sans avoir été accusé par la justice. En 1948-1949, il a été interné à la prison militaire de Lyon. 
Le 28 août 1944, un ordre du « Führer » (ordre d'Hitler) détermina « la fortification de la Baie Allemande ». Le Gauleiter de Hambourg, Karl Kaufmann (1900-1969), en assuma la responsabilité. Pour le creusage de tranchées antichars, 9000 détenus furent transférés sur son ordre de Neuengamme vers six camps satéllites, dont Husum-Schwesing et Meppen-Versen, où les hommes de Gerzat moururent en quelques semaines en raison des terribles conditions de travail. Kaufmann et son aide de camp, le SS-Standartenführer (Colonél) Otto Wolff (1907-1992), n'ont jamais été tenus responsables de la mort de 1 700 à 2 100 détenus sur 9 000. Après trois ans d'internement, ils étaient libres et devinrent des entrepreneurs prospères dans le domaine des assurances. Le commandant du camp de Husum-Schwesing et de deux autres camps, le SS-Untersturmführer Hans-Herrmann Griem (1902-1971), a vécu après la guerre sous son vrai nom à Hambourg-Bergedorf, à seulement 5 kilomètres de Neuengamme. Il est décédé en 1971 avant le début d'un procès.

## Liste des déportés
| Nom                                                                | Naissance        | Naissance                      | Reseau                                                                              | Camp de concentration | Mort pour La France | Lieu                                                              | Honneurs/commémoratives | Source |  |
| Nom                                                                | Date             | Lieu                           | Reseau                                                                              | Camp de concentration | Mort pour La France | Lieu                                                              | Honneurs/commémoratives | Source |  |
| ------------------------------------------------------------------ | ---------------- | ------------------------------ | ----------------------------------------------------------------------------------- | --- | ------------------- | ----------------------------------------------------------------- | --- | ------ |  |
| Jean Marius ACHARD                                                 | 20 janvier 1905  | Gerzat                         |                                                                                     | Neuengamme Nr. 40806, camp satellite Bremen-Osterort | 26 avril 1945       | Sandbostel                                                        | Mort pour la France, homologué FFI, "Mort en déportation", rue Jean Achard; Gerzat                                                     | [ 24 ] |  |
| Anastase ALLAIN                                                    | 21 décembre 1884 | La Trochenard                  |                                                                                     | Neuengamme Nr. 40334 | 3 décembre 1944     | Neuengamme                                                        | rue Anastase Allain, Gerzat | [ 25 ] |  |
| Georges ARNAUD                                                     | 3 juin 1907      |                                | F.T.P. , sergent, chef du détachement Carnot                                        | | 25 juin 1944        | prison 92e R.I., Clermont-Ferrand                                 | rue Georges Arnaud, Gerzat | [ 26 ] |  |
| Joanny AVEL                                                        | 21 mars 1899     | Gerzat                         | adjudant F.T.P.                                                                     | 27 juillet 1944 Neuengamme Nr. 39341 | 13 mars 1945        | Neuengamme                                                        | Mort en Déportation | [ 29 ] |  |
| Pierre BARBIER                                                     | 8 Mai 1922       | ?                              |                                                                                     | Neuengamme Nr. 40790 | 16 mai 1945         | Rotenburg, hôpital Unterstedt                                     | rue Pierre Barbier, Gerzat | [ 30 ] |  |
| Marius Claudius BARDIN                                             | 15 mai 1904      | Gerzat                         | F.T.P.                                                                              | 27 juillet 1944 Neuengamme | 4 novembre 1944     | Camp satellite Brême-Neuenland                                    | « Mort en déportation » rue Claudius-Bardin                                                                                            | ,      |  |
| Antony BARDIN                                                      | 5 octobre 1905   | Gerzat                         | F.T.P.                                                                              | 20 juillet 1944 Neuengamme Nr. 39344 | 29 novembre 1944    | Camp satellite Lager IX Versen ,                                  | Mort pour la France; Allée Antony-Bardin, Gerzat                                                                                       | ,      |  |
| Louis BOURRAT, dit « Taravant »                                    | 20 décembre 1905 | Gerzat                         | 5 avril 1943 F.T.P.                                                                 | 28 juillet 1944 Neuengamme Nr. 40805 | 23 novembre 1944    | Camp atellite Husum-Schwesing;, Cimetièr: Ostkirchof Husum        | Mort pour la France; rue Louis-Bourrat, Gerzat                                                                                         | [ 43 ] |  |
| Jean Marius CHARROIN                                               | 24 mars 1915     | Saint-Étienne                  | F.T.P.                                                                              | Neuengamme | 16 mars 1945        | Camp de Bergen-Belsen                                             | Mort pour la France, Mort en déportation, rue Jean Marius Charroin, Gerzat                                                             | [ 45 ] |  |
| Alphonse CHATAGNIER                                                | 30 avril 1906    | Joze                           | F.T.P.                                                                              | Neuengamme Nr. 40455 | 9 novembre 1944     | Camp satellite Husum-Schwesing                                    | Mort pour la France; impasse Alphonse-Chataignier, Gerzat                                                                              | ,      |  |
| Camille CHAUMONT                                                   | 30 juin 1909     | Moulainville (Meuse)           | F.P.T.                                                                              | Neuengamme Nr. 39383 | 14 mai 1945         | Sankt Anna Hospital Hopsten                                       | Mort pour la France; rue Camille-Chaumont                                                                                              | [ 50 ] |  |
| Jean-Joseph CHOMETTE (dit Joseph Chomette)                         | 19 mars 1899     | Cébazat                        | F.P.T.                                                                              | Neuengamme Nr. 40804 | 13 décembre 1944    | 13 décembre 1944 Neuengamme                                       | Mort pour la France; rue Joseph-Chomette                                                                                               | ,      |  |
| Francisque CORNY                                                   | 3 juillet 1894   | Clermont-Ferrand               | 1 juin 1943 R.I.F. (Résistance intérieure française)                                | 28 juillet 1944 Neuengamme Nr. 39854 | 12 avril 1945       | pendant le transfert de Brunswick à Ravensbrück                   | Mort en Déportation, Mort pour la France, Croix de guerre, Médaille de la Résistance, Médaille militaire; rue Francisque Corny, Gerzat | [ 56 ] |  |
| Antonia DUFRESSE, épouse AVEL                                      | 23 octobre 1901  | Saint-Beauzire (Puy-de-Dôme)   | sergent F.T.P.                                                                      | déportée le 20 juillet 1944 à Ravensbruck | 29 août 1944.       | Camp de concentration de Ravensbruck                              | « Mort en déportation » | [ 58 ] |  |
| Louis-Barthélémy FANGHOUX (dit Raoul Fanghoux), dit « Paul »       | 22 octobre 1907  | Lussat (Puy-de-Dôme)           | 10 janvier 1943 F.P.T.                                                              | 19 juillet 1944, Neuengamme | 25 août 1981        | Aigueperse (Puy-de-Dôme)                                          | rue Raoul-Fanghoux, Gerzat | [ 59 ] |  |
| Félix FAROUAULT                                                    | 25 juin 1903     | Fougères                       | décembre 1943 F.F.I.                                                                | Neuengamme Nr. 46166 | avril 1945 ?        | camp de catastrophe (Auffanglager) de sandbostel 12-29 avril 1945 | « Mort en déportation » rue Félix Farouault, Gerzat                                                                                    | [ 62 ] |  |
| Simone MERCIER, épouse Godard (institutrice), mère de Serge Godard | 4 septembre 1901 | Coulonges-sur-l'Autize         | novembre 1942, Mouvements unis de Résistance (M.U.R.), 6 juin 1944 adjutante F.F.I. | 14 juillet 1944 Ravensbrück Nr. 30825 | 21 avril 1945       | Camp satellite de Belzig, cimetièr: Gertraudenfriedhof            | Médaille de la résistance, médaille militaire avec palmes, chevalier dans l’ordre de la légion d’honneur; école Simone Godard, Gerzat  | ,      |  |
| Charles JARRY                                                      | 27 janvier 1904  | Paris                          | réseau de Louis Godard                                                              | 18 juillet 1944 Neuengamme Nr. 40335 | 19 aout 1989        | Clermont-Ferrand                                                  | rue Charles-Jarry, Gerzat | [ 66 ] |  |
| Annet JOUVENCEAU                                                   | 10 mai 1911      | Gerzat                         | 1er janvier 1943 F.T.P., 1er juin 1944 sergent F.F.I.                               | fin juillet 1944 Neuengamme Nr. 40476 | 23 avril 1945       | camp de catastrophe (Auffanglager) de sandbostel 12-29 avril 1945 | Mort pour la France; rue Annet-Jouvenceau, Gerzat                                                                                      | [ 68 ] |  |
| Pierre LABBAYE                                                     | 6 novembre 1914  | Clermont-Ferrand               | 20 avril 1943 F.T.P., det. Carnot                                                   | Neuengamme | 21 avril 1945       | Neuengamme                                                        | Mort pour la France; rue Pierre-Labbaye                                                                                                | [ 69 ] |  |
| Antonin LACOMBE                                                    | 23 juin 1898     | Gerzat                         | combattant de la guerre 1914-1918; 5 avril 1943 F.T.P.                              | arrêté à Gerzat le 30 mai 1944, 30 juillet 1944 Neuengamme                                                                                                   | 20 mars 1945        | Bergen-Belsen                                                     | Mort pour la France, Médaille de la Résistance, Croix de guerre                                                                        | [ 71 ] |  |
| Marius MICHEL, dit « Marius »                                      | 2 mai 1887       | Saint-Georges-de-Mons          | combattant de la guerre 1914-1918; lieutenant des M.U.R.                            | 28 juillet 1944 Neuengamme Nr. 40352 | 25 décembre 1944    | Brême-Farge (Construction du bunker pour sous-marins« Valentin ») | Mort pour la France; rue Marius-Michel, Gerzat                                                                                         | [ 75 ] |  |
| Adolphe MONTAGNON                                                  | 1er mai 1891     | Saint-Beauzire                 | commandant d’Etat-Major F.F.I.                                                      | Neuengamme Nr. 40570 | 10 avril 1945       | camp de catastrophe (Auffanglager) de sandbostel 12-29 avril 1945 | Mort pour la France; rue Adolphe-Montagnon                                                                                             | [ 78 ] |  |
| Antoine SERRE                                                      | 1er mars 1904    | Romagnat                       | Résistance intérieure française R.I.F.                                              | 28 juillet 1944 Neuengamme 40368 | 10 novembre 1944    | Camp satellite Husum-Schwesing                                    | Mort pour la France; allée Antoine-Serre                                                                                               | [ 81 ] |  |
| André TURICHI                                                      | 8 juin 1904      | Paris                          | F.T.P., dét. Carnor                                                                 | Neuengamme Nr. 39757 | 25 décembre 1944    | Neuengamme                                                        | Mort pour la France; rue André-Turichy                                                                                                 | [ 84 ] |  |
| Régine Labesse, épouse Vacher                                      | 12 janvier 1904  | Gouttières                     | F.T.P.                                                                              | Ravensbrück | 15 mai 1945         | Camp satellite de Belzig, cimetièr: Gertraudenfriedhof            | Mort pour la France; rue Régine-Vacher                                                                                                 | [ 85 ] |  |
| François VALLET                                                    | 9 juin 1903      | Trévol (Allier)                | F.T.P.                                                                              | 28 juillet 1944 Neuengamme Nr. 39803, Salzgitter-Gebhardshagen, Husum-Schwesing, Meppen-Versen, Ravensbruck. Marches forcées, le 4 mai libéré par les Russes | 7 juin 1987         | Moulins                                                           | Déporté Résistant N° 1.001.23390, Combattant Volontaire de la Résistance                                                               | ,      |  |
| Georges VALTON, dit « Cavar »; fils du Pierre Valton               | 6 octobre 1911   | Clermont-Ferrand               | F.T.P.                                                                              | 28 juillet 1944 Neuengamme, Nr. 39763, libéré le 8 mai 1945                                                                                                  |                     |                                                                   | Médaille de la Résistance; rue Georges-et-Pierre-Valton                                                                                | [ 90 ] |  |
| Pierre VALTON, dit « Mouret »                                      | 29 août 1887     | Buxières-les-Mines (Allier)    | 15 avril 1943 F.T.P.                                                                | 28 juillet 1944 Neuengamme Nr. 39762 | 11 mars 1945        | Neuengamme                                                        | Mort pour la France; rue Georges-et-Pierre-Valton                                                                                      | [ 92 ] |  |
| Jean VERNEY, dit « Jentout »                                       | 19 juillet 1894  | Montferrand (Clermont-Ferrand) | 1er juillet 1943, corps franc « Les Ardents »                                       | Neuengamme Nr. 39617, Sandbostel | 19 mai 1945         | 86e hôpital de l’Armée Anglaise à Unterstedt, Rotenburg/Wümme     | « Mort en déportation », Croix de guerre, Médaille militaire; rue Jean-Verney                                                          | [ 95 ] |  |
| Louis VIDAL                                                        | 27 avril 1921    | Gerzat                         | F.T.P.                                                                              | Neuengamme Nr. 39568 | 5 mai 1945          | Lübeck                                                            | Mort pour la France; rue Louis-Vidal                                                                                                   | [ 97 ] |  |

## Distinctions
La plupart des personnes décédées en déportation ont reçu la mention « Mort pour la France ». Gerzat a reçu en 1948 la croix de guerre avec étoile de bronze.

## Odonymie et plaques commémoratives
La commune de Gerzat a rendu hommage aux déportés en donnant leur nom à des rues de la commune.

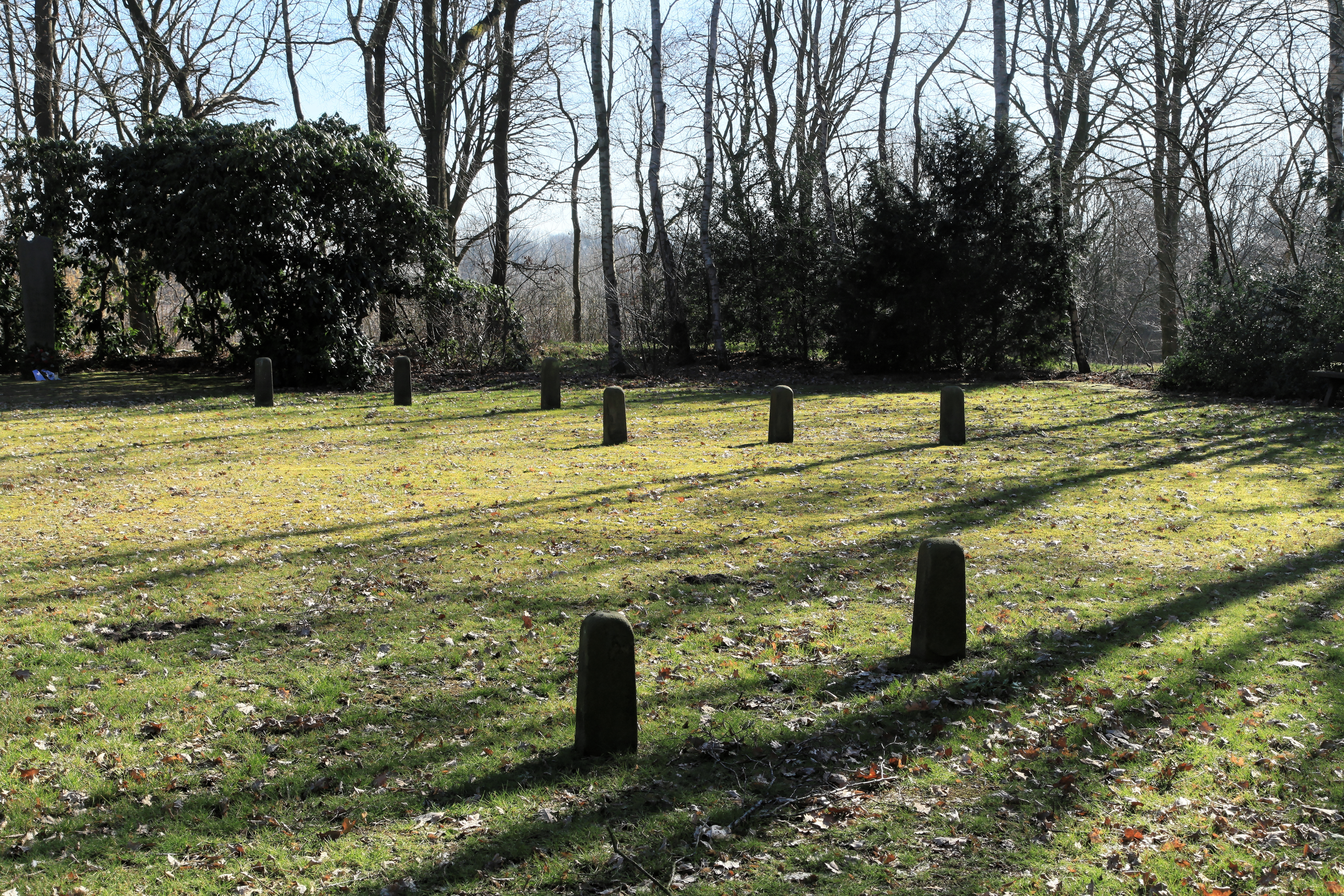
Mémorial de la Seconde Guerre mondiale à Meppen.